# Hey Violet
«Hey Violet» — американская поп-рок группа из Лос-Анджелесa, состоящая из Нии Ловелис (барабаны, бэк-вокал), Рены Ловелис (вокал) и Кейси Мореты (соло-гитара).

## История группы
Группа была основана в 2008 году Джулией Пирс, которая хотела, после переезда в Лос-Анджелес, основать рок-группу, состоящую полностью из девушек.
На тот момент Джулии было 11 лет. С помощью объявлений по всему Лос-Анджелесу и поиску в Интернете, Пирс нашла Нию Ловелис, Миранду Миллер и Марианну Вартанян. Позже Марианна ушла из группы, и к девочкам присоединилась Рена Ловелис, сестра Нии, в качестве бас-гитариста. Сначала группа называлась Red Shadow, после получила название Cherri Bomb, по названию книги «Cherry Bomb — The Ultimate Guide to Becoming a Better Flirt, a Tougher Chick, and a Hotter Girlfriend, and to Living Life Like a Rock Star» автора Кэрри Борзилло. Группа быстро набирала популярность и выступала на разогреве таких групп, как Filter, Camp Freddy, Foo Fighters, Smashing Pumpkins, Bush, Staind, Steel Panther.
Рассказывает Джулия Пирс:

Мы прошли путь от репетиций один-два раза в выходные до домашнего обучения и репетиций каждый день. От каверов, исполняемых в очень маленьком музыкальном магазине, до фестивалей Reading and Leeds и Soundwave в Австралии.

14 июня 2011 года, группа подписала контракт с Hollywood Records и 18 октября 2011 года, они выпустили свой дебютный EP «Stark». Cherri Bomb начали выступать на таких крупных европейских фестивалях как Oxegen, T in the Park, Sonisphere и Reading and Leeds Festivals.
2013 году группу официально покинула основательница самой группы — Джулия Пирс, а новым участником стал Кейси Морета, который заменял Джулию Пирс на протяжении долгого времени и 9-го марта его объявили официальным участником.
После двух лет ухода Джулии, ребята решили поменять свое название группы на «Hey Violet», объявив это на официальном канале YouTube.

## 2015 — 2018
18 февраля 2015 года на официальном канале Youtube группа объявила о смене названия на Hey Violet.
16 июля 2015 года вышел первый EP от группы под названием «I Can Feel It»
15 августа 2016 года вышел второй EP под названием «Brand New Moves».
18 сентября 2016 года в своем инстаграме ребята объявили о новом участнике.
16 июня 2017 года вышел первый официальный альбом от группы под названием «From The Outside».
1 сентября 2017 года группу покинула Миранда Миллер.

## 2018-настоящее время
12 апреля 2019 года группа выпустила новый сингл под названием «Better by Myself» вместе с музыкальным видео, снятым Марцеллой Ситринович.
16 апреля Hey Violet объявили, что Иэн Шипп покинет группу после обвинений в сексуальном насилии.
В 2019 году группа выпустила множество синглов, включая «Close My Eyes», «Queen of the Night» и «Clean».

## Состав

### Нынешний состав группы
- Ния Ловелис (Nia Lovelis) — ударные, бэк-вокал (2008 — по настоящее время)
- Рена Ловелис (Rena Lovelis) — вокал (2009 — по настоящее время)
- Кейси Морета (Casey Moreta) — соло-гитара (2013 — по настоящее время)

### Бывшие участники группы
- Джулия Пирс (Julia Pierce) — соло-гитара, вокал (2008—2013)
- Марианна Вартанян (Marianna Vartanyan) — бас-гитара, вокал (2008—2009)
- Миранда Миллер (Miranda Miller) — ритм-гитара, клавишные, вокал (2008—2017)
- Иэн Шипп (Iain Shipp) — бас-гитара (2016 — 2019)

## Дискография

### Студийные альбомы
- This Is The End Of Control (2012)
- From The Otside (2017)
- AFTERTASTE (2024)

### EP
- Stark (2011)
- I Can Feel It (2015)
- Brand New Moves (2016)
- Problems (2021)
- Deep End (2021)
- Bloom (2022)

### Синглы
- The Pretender (2011)
- Spin (2011)
- Let It Go (2011)
- Shake the Ground (2012)
- Better This Way (2012)
- Too Many Faces (2012)
- Middle Finger (2014)
- Written On Your Scars (2014)
- This Is Why (2015)
- I'm There (2015)
- I Can Feel It (2015)
- Brand New Moves (2016)
- Pure (2016)
- Guys My Age (2016)
- Break My Heart (2017)
- Hoodie (2017)
- O.D.D. (2017)
- Congratulations (2017)
- Better By Myself (2019)
- Close My Eyes (2019)
- Queen Of The Night (2019)
- Clean (2019)
- Friends Like This (2021)
- Problems (2021)
- Dear Love (2021)
- Party Girl (2021)
- Bitter Pill (2021)
- Fall For me First (2022)
- I should call my friends (2023)
- Uncomplicated (2024)
- Best Imposter (2024)
- Hazy (2024)
- Hang You Up (при уч. Jayday Seeley) (2024)
- Bittersweet (2024)